# 十層大山
十層大山（Khoan La San），又名宽罗山，是一座座落於中國雲南省南部、越南奠邊省西北部及老撾豐沙裏省北部的山峰，為該三國邊界的交界點。主峰海拔1,864米，因有十层岩石而得名。
十层大山顶峰自1895年起成为三国的传统分界处。1971年，在十层大山顶峰发现一块不规则圆柱形界碑，用九层鹅卵石以沙灰衔接垒成，刻有“17－12 θ35”（意为“1935年12月17日立碑”）和“ZEEETTEE”字样，该碑或为法国单方面所立，在1977年被越军推倒。2004年，三国在十层大山共同勘定边界交汇点。2005年4月，进行中越老三国交界点第二轮会谈，根据会谈共识，三国在6至7月竖立界碑，碑为三棱柱形，高2米。2006年10月，三国签署条约，将十层大山1864米高程点确定为三国国界交界点。2006年11月，江城县建成24千米的车行巡逻道，以及一条1.9千米的步行水泥台阶，可通往峰顶。